# 徳川治保
徳川 治保（とくがわ はるもり、1751年10月5日<寛延4年8月16日> - 1805年12月21日<文化2年11月1日>）は、常陸国水戸藩の第6代藩主。水戸藩中興の祖といわれる。

## 生涯
寛延4年（1751年）8月16日、徳川宗翰の長男として生まれる。母は榊原篤郷の娘・美衛（智仙院）。幼名は英之允、後に鶴千代。
明和3年（1766年）、父の死去により16歳で家督を継ぐ。文化2年（1805年）の死去まで40年間におよぶ治世は、初代・頼房に次ぐ長さである。しかし3代続けての若年での藩主就任であり、しかも亡父の改革が挫折したことによる混乱などもあって、藩の財政はさらに悪化しており、百姓一揆にも悩まされた。安永7年（1778年）には、幕府から財政立て直しの非常措置を命じられている。これを受けていくつかの改革が行われたが、天明3年（1783年）に始まる天明の大飢饉により、一層の改革を求められることとなった。
天明7年（1787年）、他の御三家や御三卿一橋家当主・徳川治済とともに、田沼意次一派の粛清と松平定信の老中就任を推進した。
江戸定府が水戸藩主の定めであったが、寛政2年（1790年）、藩政改革のために就任24年目にして初めて水戸に入った。その帰国費用も、領内へ御用金を課すことでようやく調達された。半年の水戸在城ののち、翌年に江戸へ帰ったが、その後の寛政期に多くの改革が行われた。幕府の寛政の改革の影響を受けたものでもある。
藩財政再建を主とした藩政改革を断行し、寛政5年（1793年）には藩士の禄の半知借上（給料50%減）などの緊急策を実施するとともに、献上金をしたものを郷士として取り立てる制度も実施した。この頃郷士となった者は、献金以外も含めて20人といわれる。また、人口減少で荒れた農村の復興策として、3人以上の子供のいる農民に稗を支給する制度を拡充したり、間引き防止のために妊婦改め・出産届などを厳重にした。寛政11年（1799年）には、郡奉行の数を増やすなど郡制改革も実施している。
また同じく寛政11年に、水戸城下の振興策として消費促進の政策をとった。異母弟である付家老・中山信敬が水戸に下向して実行したというこの政策は「江戸仕掛け」と呼ばれた。春秋の馬市の開催、江戸芝居や相撲興行などを行い、盛んに消費を促し「奢侈、華麗な姿を見るとほとんど江戸のようである」ということから名づけられた。しかし、倹約第一の政策を進めていた幕府の命により、1年もたたずに中止された。そのほか、鋳銭事業や製紙事業、タバコ、こんにゃくなどの殖産興業政策に尽力している。
さらに、2代藩主・光圀にならって学問奨励にも尽力した。停滞していた『大日本史』編纂事業を軌道に乗せ、治保自ら学者とともに、毎朝『大日本史』の校訂作業にあたったという。また藩士に対し、城内で彰考館の学者による講義を始めたり、学力試験を試みるなど、学問重視の姿勢を明らかにしている。町人だった藤田幽谷や農民の長久保赤水などを、その学識ゆえに藩士に取り立てている。加えて、立原翠軒ら彰考館の総裁3人を政治顧問として、実際の政治に学者の意見を反映させようとした。こうした空気のもと、翠軒やその門下の幽谷などが、農村復興の政策や蝦夷地での対ロシア政策など、藩内外の問題にも積極的に発言するようになっていく。
治保自身も優れた文人であり、『文公文集』や『尚古閣雑録』など著書が多数ある。
文化2年（1805年）11月1日に死去した。享年55（満54歳没）。諡号は文公。跡を嫡男の治紀が継いだ。

## 官歴
※日付＝明治5年12月2日までは旧暦。
- 1751年（寛延4年）
  - 8月16日 - 誕生。英之允を称す。
  - 12月 - 鶴千代に改める。
- 1762年（宝暦12年）閏4月18日 - 元服し、将軍徳川家治の偏諱を授かり治保と名乗り、従四位上に叙し、左衛門督に任官。
- 1763年（宝暦13年）12月15日 - 正四位下に昇叙し、左近衛権少将を兼任。
- 1766年（明和3年）
  - 3月25日 - 水戸徳川家の家督を相続し、藩主となる。
  - 10月5日 - 従三位に昇叙し、右近衛権中将に転任。
- 1768年（明和5年）12月1日 - 参議に補任。
- 1795年（寛政7年）12月11日 - 権中納言に転任。
- 1805年（文化2年）11月1日 - 薨去。享年55（満54歳没）。諡号は源文公、法名は興徳院殿大蓬社猷譽仁岳。墓所は茨城県常陸太田市の瑞龍山。
- 1907年（明治40年）11月15日 - 贈正二位。

## 家系
- 父：徳川宗翰
- 母：美衛（智仙院） - 榊原篤郷の娘
- 嫡母：一条郁子（絢君） - 一条兼香の次女
- 御簾中：一条溢子（八代君） - 一条道香の長女
  - 長男：治紀 - 第7代水戸藩主
- 側室：佐山 - 前田政英の娘
  - 長女：述姫 - 松平頼起室
  - 次女：雅姫 - 山野辺義風婚約者のち松平頼慎室
  - 次男：松平義和（保右） - 高須藩主
- 側室：富浦 （石黒氏）
  - 三男：土屋彦直（拾三郎）- 土浦藩主
  - 三女：郷姫
  - 四女：徴姫

徳川慶喜（15代将軍）と徳川宗家に最も近い男系共通祖先にあたり、幕末から明治維新期の尾張徳川家、幕末以降の一橋徳川家、清水徳川家の当主は治保の子孫が就いている。

## 関連作品

### テレビドラマ
- 『殿さま風来坊隠れ旅』最終話（1994年、テレビ東京、演：深江卓次）